# Canari
Canari là một xã ở tỉnh Haute-Corse trên đảo Corse, Pháp. Xã này có diện tích 16,67 km², dân số năm 1999 là 323 người. Khu vực này có độ cao 360 mét trên mực nước biển.